# Reza Abdoh
Reza Abdoh (in persiano رضا عبده‎; Teheran, 23 febbraio 1963 – New York, 12 maggio 1995) è stato un regista teatrale e drammaturgo iraniano naturalizzato statunitense.
Fondatore del gruppo sperimentale d'avanguardia Dar A Lux, è ricordato anche come regista cinematografico sperimentale per il film The blind owl (1992).
Omosessuale dichiarato, morì di complicazioni legate all'AIDS.